# 千葉コズエ
千葉 コズエ（ちば コズエ、12月22日 - ）は日本の漫画家。埼玉県出身。血液型はA型。
2004年から小学館の『Sho-Comi』にて執筆。2021年現在は『ベツコミ』にて『大福ちゃんと王子さま』を連載している。

## 来歴・人物
2004年、『少女コミック』増刊6月15日号にて掲載された「ヌードの時間」でデビュー。
当初は画家になりたいと思っていたが、自身が小学2年生の頃、当時『なかよし』（講談社）にて掲載されていた『あこがれ冒険者』（あさぎり夕）を読んだことから漫画家を志すようになる。
『君と恋におちる魔法で』の短期連載を期に徐々に頭角を表し、『ひとりぼっちはさみしくて』で初の長期連載を果たす。
絵文字のようなニコニコマークがよくサイン時などに描かれており、『BLUE』の題名にも使われている。

## 主な作品
- 7限目はヒミツ。
- あまい＊すっぱい＊ほろにがい
- 夜の学校へおいでよ!
- ぎゅっとしてチュウ
- 24COLORS
- 君と恋におちる魔法で
- 左手のラブレター
- ひとりぼっちはさみしくて（全3巻）
- BLUE（全8巻）
- くれよん・でいず（全4巻）
- 恋と欲望のススメ
- 恋とか、キスとか、カラダとか。（全4巻）
- 今日から門限7:00です（『ベツコミ』2015年12月号[3] - 2016年9月号[4]、全2巻）
- 3/1 さんぶんのいち（『ベツコミ』2017年2月号[5] - 2020年11月号[6]、全8巻）
- 大福ちゃんと王子さま（『ベツコミ』2021年3月号[7] - 、既刊8巻）

### オムニバス作品
- メガネ〜はずしてもいいですか?〜
  - 「ぎゅっとしてチュウ」収録
- 放課後、キミと恋をして。
  - 「思春期BABY」収録
- 好きって言えない。
  - 「左手のラブレター」収録
- 幼なじみじゃダメですか?
  - 「夕やけ色の観覧車」収録